# Évergnicourt
Évergnicourt ist eine französische Gemeinde mit 526 Einwohnern (Stand: 1. Januar 2022) im Département Aisne in der Region Hauts-de-France. Sie gehört zum Arrondissement Laon und zum Kanton Villeneuve-sur-Aisne.

## Lage
Die Gemeinde Évergnicourt liegt sn der Aisne, die hier die Grenze zum Département Ardennes markiert, 22 Kilometer nördlich von Reims. Nachbargemeinden von Évergnicourt sind Avaux im Nordosten, Brienne-sur-Aisne im Südosten, Neufchâtel-sur-Aisne im Südwesten sowie Proviseux-et-Plesnoy im Nordwesten.

## Geschichte
Evergnicourt wird nach der aktuellen Geschichtsforschung zum ersten Mal in einer Besitzbestätigungsurkunde für das Kloster St. Hubert aus dem Jahr 828 erwähnt (Chartes de l´abbaye de Saint-Hubert no.006 bei francia.ahlfeldt.se). 

### Bevölkerungsentwicklung
| Jahr                       | 1962 | 1968 | 1975 | 1982 | 1990 | 1999 | 2010 | 2021 |
| -------------------------- | ---- | ---- | ---- | ---- | ---- | ---- | ---- | ---- |
| Einwohner                  | 591  | 562  | 542  | 541  | 548  | 549  | 566  | 529  |
| Quellen: Cassini und INSEE |      |      |      |      |      |      |      |      |

## Wirtschaft
- Papierfabrik Everbal

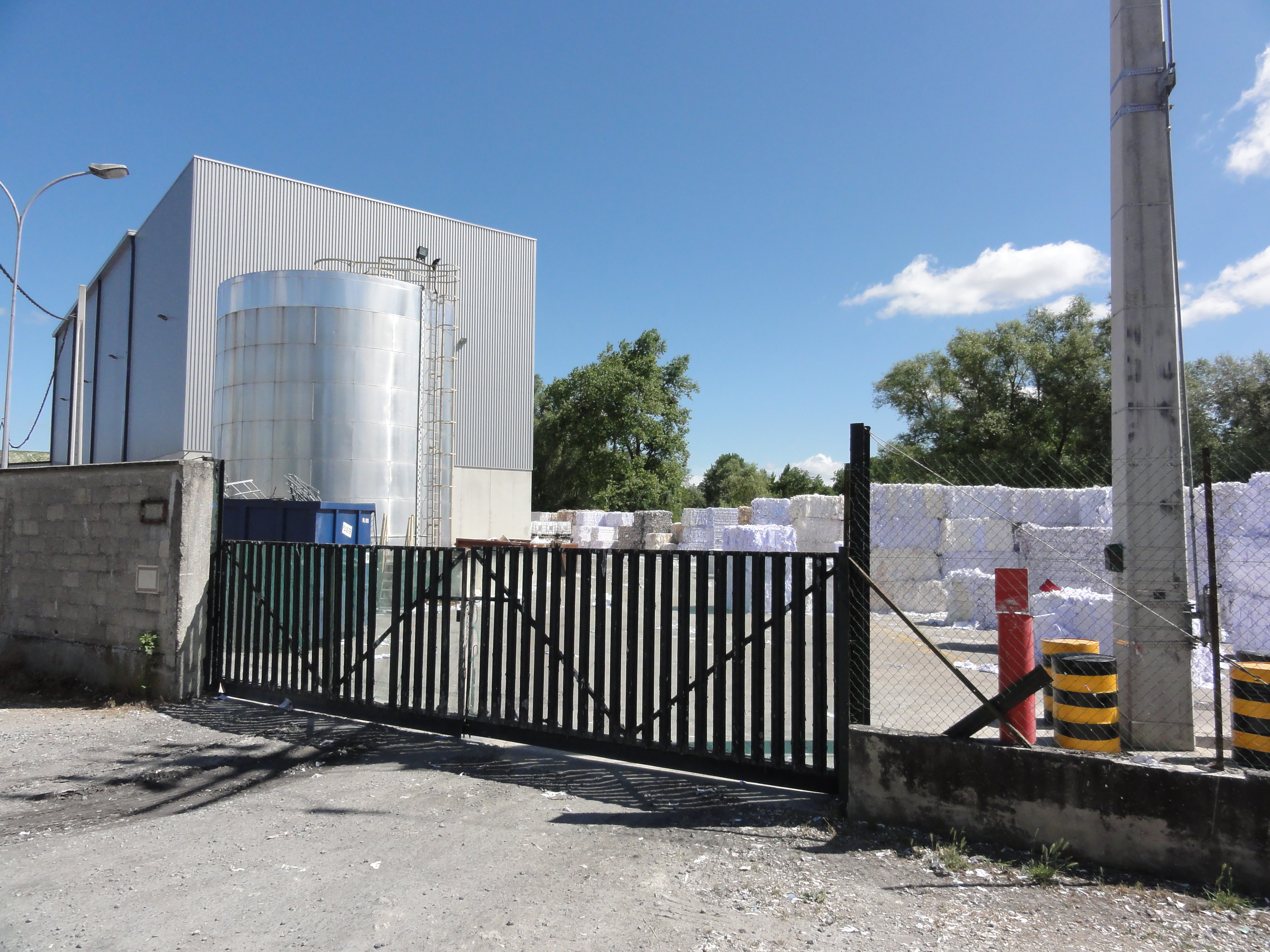
Papierfabrik

## Sehenswürdigkeiten

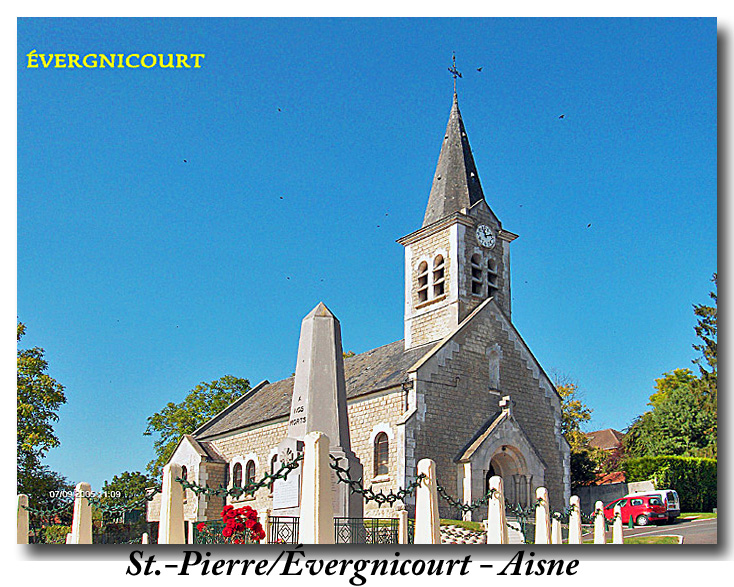
Kirche Saint-Hubert
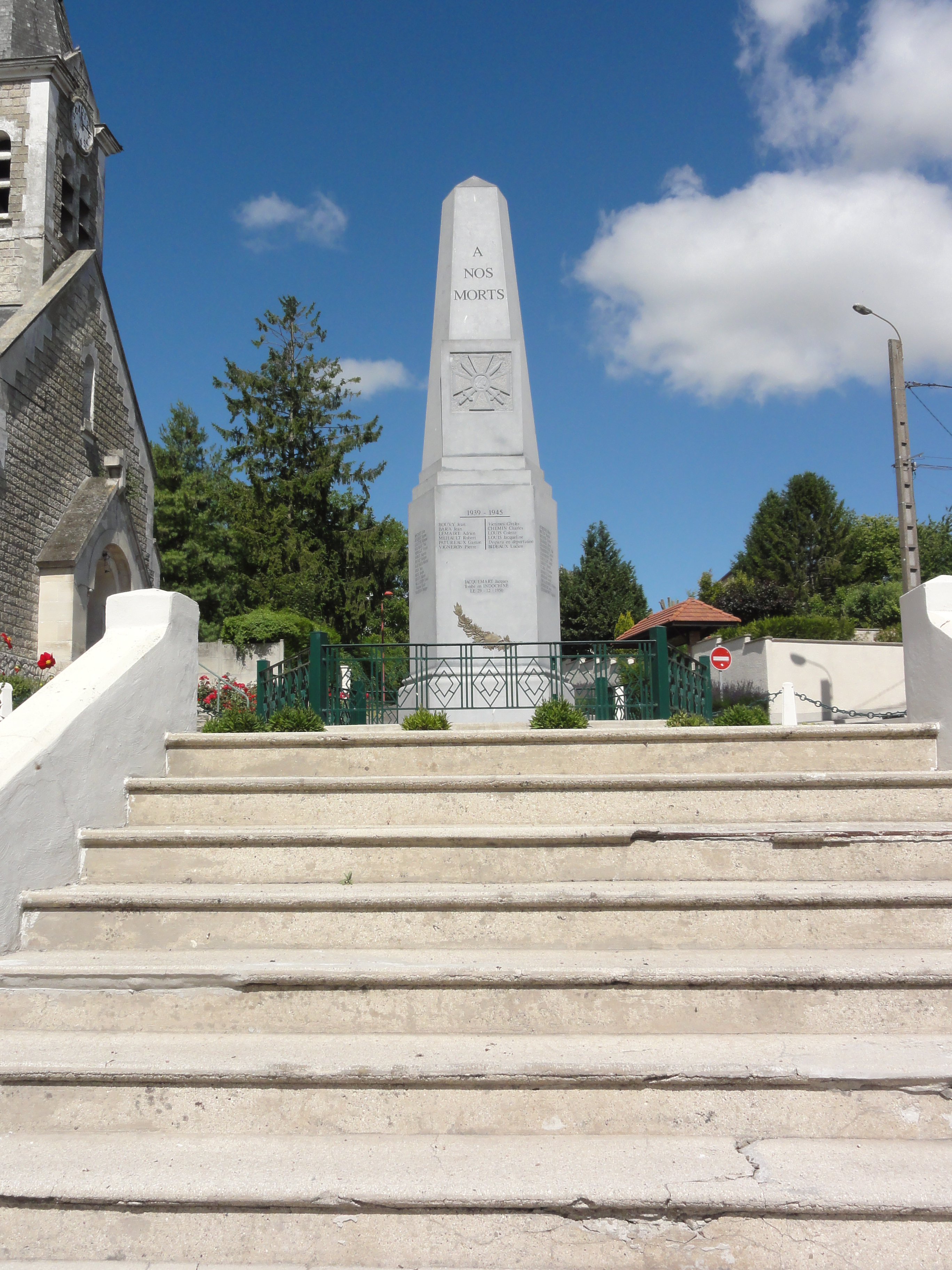
Gefallenendenkmal

- Kirche Saint-Hubert
- Gefallenendenkmal